# Acid 3-(2,4-dinitrophenyl)-2,4,6-trinitrobenzoic
Axit 3-(2,4-đinitrophenyl)-2,4,6-trinitrobenzoic là một axit có công thúc là C13H5N5O12. Là một chất rắn tan trong nước và là một axit khá mạnh, mạnh hơn axit 2,4,6 trinitrobenzoic.

## Tính chất hoá học
Axit 3-(2,4-đinitrophenyl)-2,4,6-trinitrobenzoic có tính chất của axit thông thường như tác dụng với kim loại, base, đẩy axit yếu hơn ra khỏi muối của nó như kali, kali hydroxide, kali cacbonat:
2C13H5N5O12 + 2K → 2KC13H4N5O12 + H2↑
C13H5N5O12 + KOH → KC13H4N5O12 + H2O
2C13H5N5O12 + K2CO3 → 2KC13H4N5O12 + CO2↑ + H2O